# أولاد عميرة (ولاد رحمون)
أولاد عميرة هي إحدى مشيخات المملكة المغربية، تتبع جغرافيا لإقليم الجديدة وإداريًا لولاد رحمون. يقدر عدد سكانها بـ 5654 نسمة حسب الإحصاء الرسمي للسكان والسكنى لسنة 2004.